# Ichnanthus breviscrobs
Ichnanthus breviscrobs är en gräsart som beskrevs av Johann es Christoph Christian Döll. Ichnanthus breviscrobs ingår i släktet Ichnanthus och familjen gräs. Inga underarter finns listade i Catalogue of Life.